# La Florida (Mendoza)
La Florida (anteriormente conocida como Barrio Gargantini) es una localidad ubicada en el distrito Los Campamentos del departamento Rivadavia, provincia de Mendoza, Argentina. 
Según el censo de 2001 abarca también la localidad de Cuadro Ortega. Se encuentra 10 km al sur de la ciudad de Rivadavia, y 6 km al oeste de la cabecera distrital; delimitada al norte por la calle La Florida, al este por la calle Arroyo y al oeste por la calle Esperanza. La componen 3 barrios: La Florida, Los Olmos y Tatarelli.
En 2012 se estaba construyendo la red cloacal del barrio. Es una zona vitivinícola. El barrio fue construido por el instituto provincial de Vivienda a partir de terrenos donados por Bautista Gargantini, para que vivan en él empleados de la desaparecida bodega Gargantini, ubicada 3 km al oeste.